# Pie Island
Pie Island är en ö i Kanada.   Den ligger i provinsen Ontario, i den sydöstra delen av landet, 1 100 km väster om huvudstaden Ottawa.
Trakten runt Pie Island är nära nog obefolkad, med mindre än två invånare per kvadratkilometer.